# Katja Gruber
Katja Gruber (rojena Kovač), slovenska zborovodkinja, glasbena pedagoginja in skladateljica, * 4. september 1966, Maribor.
Obiskovala je OŠ Gustava Šiliha Velenje. Po končani SGB šoli v Mariboru je diplomirala iz glasbene pedagogike na Akademiji za glasbo v Ljubljani ter solopetje na SGBŠ Ljubljana. V letih 1990–1993 je bila zaposlena na GŠ Frana Koruna Koželjskega Velenje, 1993–1995 v Slovenskem komornem zboru Ljubljana, 1996–2005 v Glasbeni šoli Nazarje, 1998–2002 v Škofijski gimnaziji A. M. Slomška v Mariboru, 2012-2014 v Gimnaziji Velenje, od leta 2005 je zaposlena na Osnovni šoli Nazarje. Vodila je številne pevske zbore: Komorni moški zbor Celje, PAZ Vinko Vodopivec iz Ljubljane, Mešani mladinski zbor Škofijske gimnazije A. M. Slomška iz Maribora, Kvartet Mavrica iz Velenja, odrasli in otroški zbor župnije Sv. Martin v Velenju, Mešani mladinski zbor Šolskega centra Velenje, vokalno skupino Sončnice iz Nazarij in Mešani pevski zbor Gorenje iz Velenja.
Edina ženska doslej, ki je vodila Primorski akademski zbor Vinko Vodopivec, hkrati pa tudi najtrofejnejši(-a) dirigent(-ka) v zgodovini tega zbora. Z vodopivci je med drugim osvojila srebrno in zlato plaketo na državnem zborovskem tekmovanju Naša Pesem v Mariboru in tretje mesto na evropskem tekmovanju za moške zbore v nizozemskem Apeldoornu.
Zadnja leta je zelo dejavna na mladinskem zborovskem področju, z zbori iz OŠ Nazarje dosega uspehe doma in v tujini. Aktivna je kot predavateljica na zborovskih seminarjih in strokovna ocenjevalka zborovskih revij. Z uvajanjem večglasja med otroke želi ohranjati prvobitno slovensko lastnost, to je občutek za večglasje. Posveča se tudi skladateljskemu ustvarjanju, predvsem priredbam slovenskih ljudskih za otroški in mladinski zbor.

## Delo
- 2012: Katjina upevalnica, zbirka večglasnih upevalnih vaj za otroke, Astrum, Tržič
- 2012: Priredbe za mladinske zbore, Astrum, Tržič
- 2016: Katjina upevalnica 1, zbirka večglasnih upevalnih vaj za otroke, samozaložba, Velenje
- 2016: Katjina upevalnica 2, zbirka večglasnih upevalnih vaj za otroke, samozaložba, Velenje
- 2017: Ljudske za otroški zbor 1, zbirka lastnih priredb ljudskih pesmi za otroški zbor, samozaložba, Velenje
- 2017: Ljudske za mladinski zbor 1, zbirka lastnih priredb ljudskih pesmi za mladinski zbor, samozaložba, Velenje
- 2017: Umetne za otroški in mladinski zbor 1, zbirka zbirka avtorskih skladb za otroški in mladinski zbor, samozaložba, Velenje
- 2018: Katjina upevalnica 3, zbirka večglasnih upevalnih vaj za mešane zbore, samozaložba, Velenje

## Nagrade in priznanja
Kot zborovodja je dobitnica številnih mednarodnih, državnih in regionalnih tekmovanj.

### Državna in mednarodna zborovska tekmovanja s PAZ Vinko Vodopivec iz Ljubljane
- 1997: državno tekmovanje Naša pesem v Mariboru, srebrna plaketa mesta Maribor
- 1997: Evropsko tekmovanje za moške zbore Apeldoorn (Nizozemska), tretje mesto
- 1999: državno tekmovanje Naša pesem v Mariboru, zlata plaketa mesta Maribor, najvišje ocenjeni moški zbor, nagrada za najboljšo izvedbo obvezne pesmi

### Zborovska tekmovanja z mladinskim zborom OŠ Nazarje
- 2010: državno tekmovanje Zagorje ob Savi, zlato z odliko, priznanje za najboljši zbor celotnega tekmovanja
- 2012: državno tekmovanje Zagorje ob Savi, zlato z odliko, priznanje za najboljši zbor celotnega tekmovanja
- 2013: tekmovanje »Musica sacra« Bratislava, Slovaška, zlata plaketa
- 2015: mednarodno tekmovanje »Young Prague 2015« Praga, Češka, zlata plaketa
- 2016: državno tekmovanje Zagorje ob Savi, zlato z odliko, priznanje za najboljši mladinski zbor
- 2017: mednarodno tekmovanje Mladinski pevski festival Celje, zlata plaketa
- 2018: državno tekmovanje Zagorje ob Savi, zlato z odliko
- 2018, mednarodno tekmovanje Neerpelt, Belgija, prva nagrada

### Mednarodna zborovska tekmovanja
- 1999: Kvartet Mavrica, zb. Katja gruber, tekmovanje "Bohoslav Martinu", Pardubice, Češka, srebrno priznanje
- 2004: MePZ Gorenje, zb. Katja Gruber, tekmovanje 8° CONCORSO CORALE INTERNAZIONALE v Riva del Garda, Italija, zlato priznanje
- 2006: MePZ Gorenje, zb. Katja Gruber, tekmovanje »The International Choir Festival of Jersey«, Anglija, zlato priznanje
- 2010: MePZ Gorenje, zb. Katja Gruber, tekmovanje 6. World Choir Games 2010, Shaoxing, Kitajska, dve srebrni medalji v »champion« kategoriji
- 2012: MePZ Gorenje, zb. Katja Gruber, tekmovanje 12° CONCORSO CORALE INTERNAZIONALE, Riva del Garda, Italija, zlato priznanje

### Druga priznanja
- 2008: bronasti grb Občine Nazarje, za izjemne dosežke na zborovskem področju v OŠ Nazarje
- 2012: srebrni grb Občine Nazarje, za vrhunske uspehe na področju zborovskega petja in izjemno motivacijo učencev za sodelovanje v šolskih zborih
- 2013: posebno priznanje JSKD za izredne dosežke na glasbenem področju in uspešno dolgoletno mentorstvo v OŠ Nazarje

## Diskografija
- 1998: PAZ Vinko Vodopivec, zb. Katja Gruber (Kovač) zgoščenka ob 45. jubileju
- 2000: Kvartet Mavrica, zb. Katja Gruber (Kovač) zgoščenka, Vse najlepše rožice
- 2002: MeMPZ Škofijske gimnazije A. M. Slomšek, zb. Katja Gruber, zgoščenka ob 5. jubileju
- 2007: MePZ Gorenje, zb. Katja Gruber, dvojna zgoščenka ... In peti mi vse je na sveti ..., ob 30. jubileju, izbor pesmi od leta 2002 do 2006
- 2007: MePZ Gorenje, zb. Katja Gruber zgoščenka, Ki so včasih bile, izbor arhivskih posnetkov do 30. jubileja zbora